# ノース・ブリティッシュ・ロコモティブ

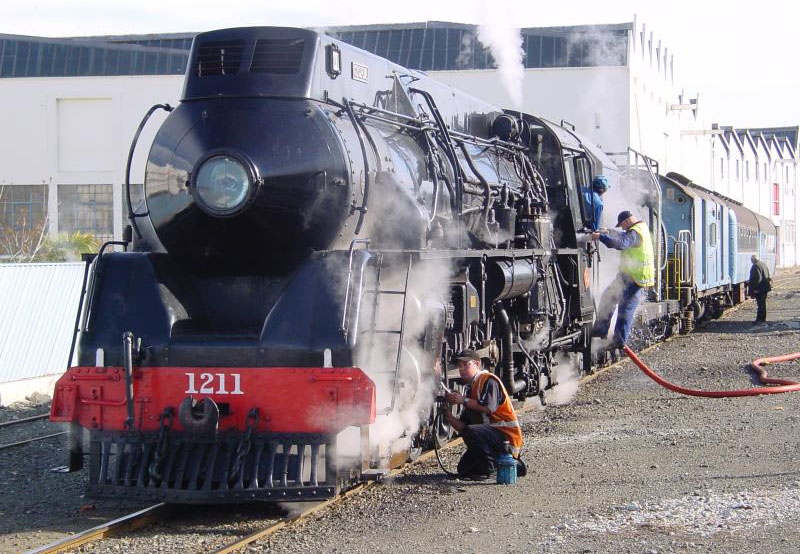
ニュージーランド向け本線用蒸気機関車、ノース・ブリティッシュ J1211（NZR J形）

ノース・ブリティッシュ・ロコモティブ（英語: North British Locomotive、NBL）は、イギリス・スコットランドのグラスゴーにある3つの会社、シャープ・スチュアート・ニールソン・ダブスが1903年に合併して誕生した、ヨーロッパ最大の機関車製造会社である。主な工場は、アトラス（英: Atlas）近辺とスプリングバーン中心部のハイド・パーク工場（英: Hyde Park Works）にあった。合併した会社の新しい本社と設計事務所は、1909年にハイド・パーク工場の道路向かいに完成し、現在ではその場所はノース・グラスゴー大学のメインキャンパスになっている。1918年には連合軍のマーク VIII 戦車の最初の試作車がこの工場で造られているが、休戦協定が締結されたために量産されなかった。スプリングバーンにあった他の2つの鉄道工場は、カレドニアン鉄道のセント・ロロックス鉄道工場と、ノース・ブリティッシュ鉄道のカウレア鉄道工場がある。

## 蒸気機関車
ノース・ブリティッシュ・ロコモティブは、イギリス本国ばかりでなく、遠くオーストラリア・マレーシア・ニュージーランドなどの英連邦諸国向けの蒸気機関車も製造していた。ニューサウスウェールズ植民地は、ノース・ブリティッシュ・ロコモティブから数多くの機関車を購入しており、ビクトリア州も同様に1951年まで機関車を購入していた。1939年にニュージーランド鉄道省向けに40両のJ形を製造し、後にそのうちの何両かは石油燃焼のJB形やJA形に改造された。1951年にはさらに追加の16両のJA形を製造したが、この16両はもともとのJ形同様のアメリカ式流線型ではない。合併以前の3会社と合わせると、ノース・ブリティッシュ・ロコモティブはニュージーランド鉄道のおよそ4分の1の蒸気機関車を供給した。1949年には南アフリカが100両以上の車軸配置2-8-4の機関車を購入し、これは24型となった。このうち何両かはジョージ - クニスナ線（George-Knysna line）で2000年まで観光列車として運行されていた。さらに1953年から1955年にかけて南アフリカは車軸配置4-8-4の25型を購入している。これらの機関車は、稼動中に改造を受けながら、南アフリカにおける商業用蒸気機関車運行の終了となる1992年まで運行された。ノース・ブリティッシュ・ロコモティブはまた、1924年にはフェアリー式機関車も導入している。

## ディーゼル機関車

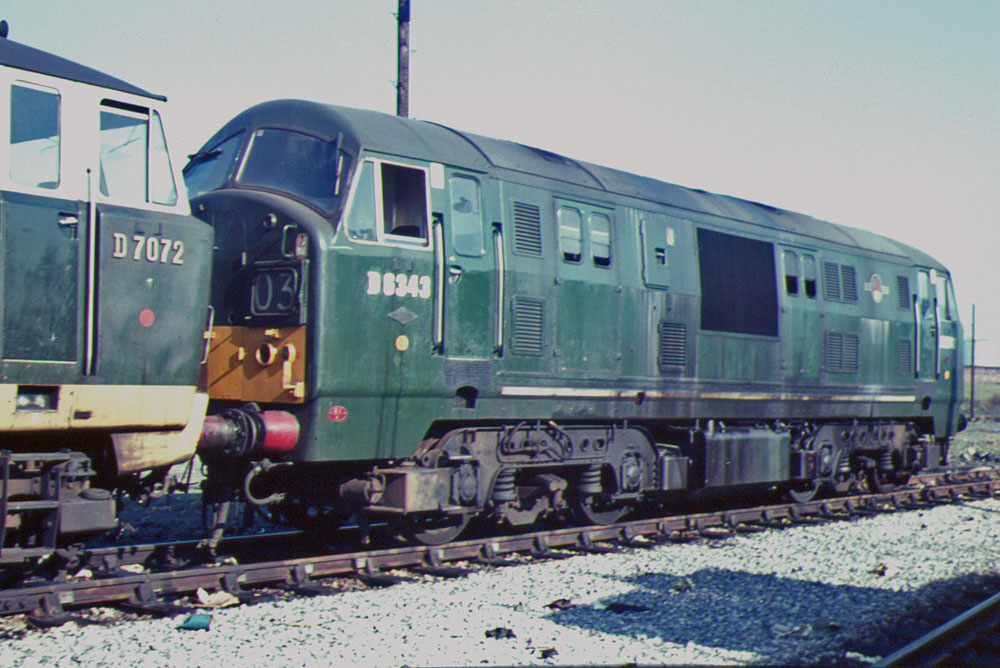
ノース・ブリティッシュ・ロコモティブ 22形 D6343、35形のD7072と共にオールド・オーク・コモンにて、1965年

ノース・ブリティッシュ・ロコモティブは、国内・国外共に蒸気機関車の設計・製造で大きな成功を収めていたが、ディーゼル機関車のメーカーへの移行には失敗した。1950年代、ドイツのMAN社との間で、ディーゼルエンジンのライセンスを受けて製造する契約を結んだ。1950年代後半にイギリス国鉄に登場した、後に21形、22形、41形、43形、251形と呼ばれる機関車群は、ドイツで製造したエンジンに比べて著しく信頼性に欠けていたことと、各種の製造上の欠陥のために成功を収めることができなかった。典型的な問題点は、43形などのエキゾーストマニホールドに用いられた鉄の材質が悪いために頻繁に故障して、ターボチャージャーを駆動するガスの圧力が下がり、出力が下がってしまうことであった。さらに重要なことは、機関車の運転台が有毒な排気ガスで満たされてしまうということであった。イギリス国鉄は多くのディーゼル機関車を保証期間中の修理のために送り返し、さらに修理後3ヶ月の保証を要求した。

## 電気機関車

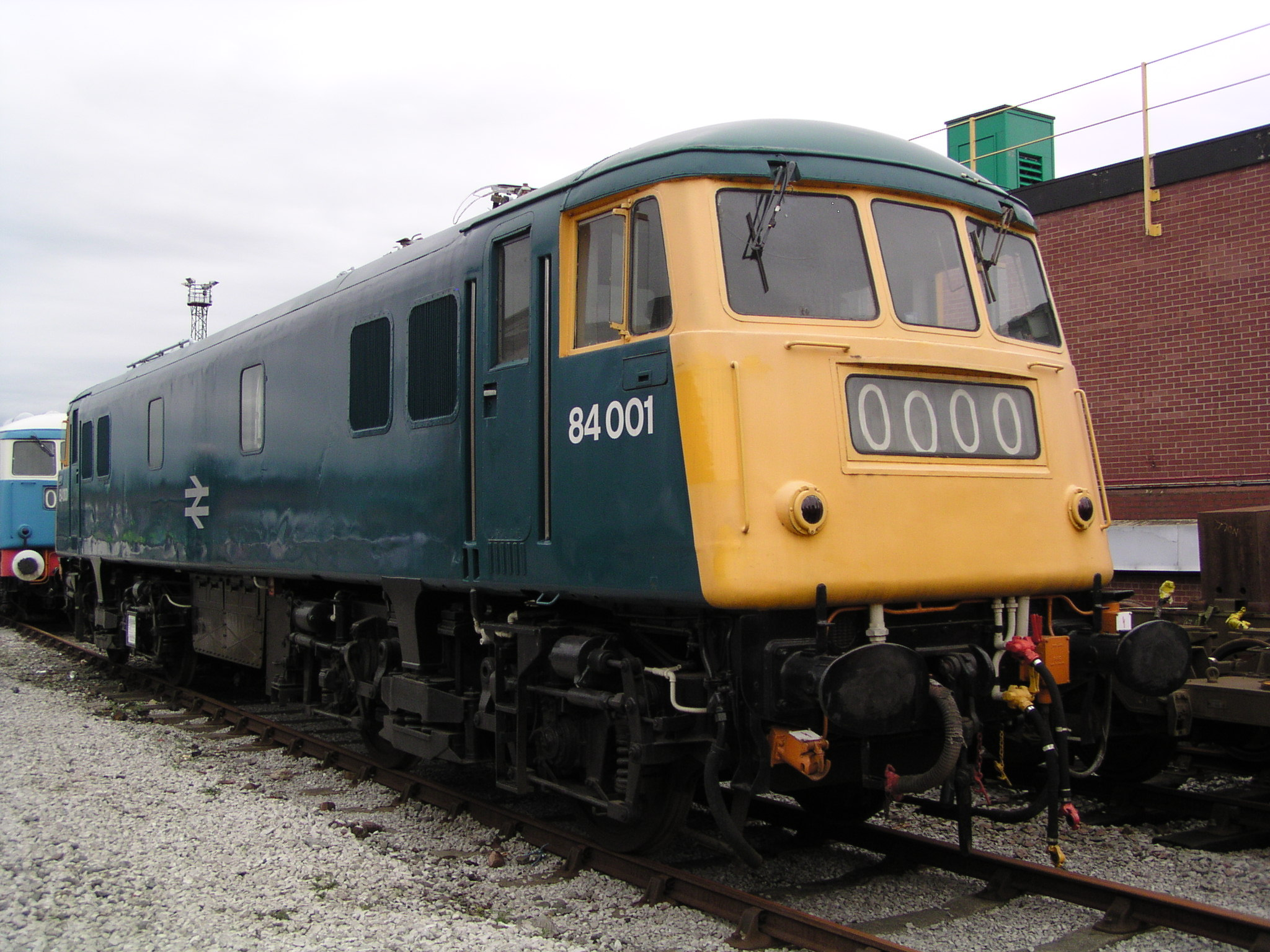
ノース・ブリティッシュ・ロコモティブ AL4 / 84形 84001（元E3036）保存車、クルー工場での展示、2005年

ノース・ブリティッシュ・ロコモティブは、1960年代前半のウェスト・コースト本線の電化計画向け25kV交流電気機関車の製造にも関わっている。イギリスのゼネラル・エレクトリック・カンパニーは10両の機関車の主契約を受け、ノース・ブリティッシュと機関車の機械部分の設計製造の契約を結んだ。これによって製造されたAL4形 E3036 - E3045（後の84形〈84001 - 84010〉）は1960年から1961年に掛けて運用に就いた。しかしこの機関車もディーゼル機関車と同様に信頼性が低いため1967年より運用から外れることになった。主だった問題としては水銀整流器の信頼性の低さであり、これは83型も同様であった。ただしウェスト・コースト本線がグラスゴーまで電化される予算がついたときに、電気機関車新造予算まではつかなかったため、しばらく延命することができた。84形は1972年にシリコン整流器への換装などが行われ、運用に戻ったが、最終的に1978年から1980年にかけて87形に置き換えられて運用から退いた。

## 衰退
将来の大量発注を期待してディーゼル機関車と電気機関車を赤字で納入したものの、保証期間中の設計修正要求と技術的な欠陥によって、ノース・ブリティッシュ・ロコモティブは1962年4月19日に破産した。ディーゼル機関車と電気機関車は、信頼性に欠けたため全て比較的短期間で退役した。

## 保存
現在唯一残存しているノース・ブリティッシュ製本線ディーゼル・電気機関車は、84形の84001である。
ニュージーランド鉄道の4-8-2 J形、JA形、JB形の3両は、ニュージーランドのメインライン・スティームという団体により保存されている。ニュージーランド・パエカカリキのスティーム・インコーポレイテッドもJ形を保有し、オークランド郊外のグレンブルック・ビンテージ鉄道もノース・ブリティッシュ製のパシフィック機、ABを保存している。工業用の入換機関車も何両か保存されており、例えばラネリ・アンド・ミニッド・マウル鉄道が27654号を保存している。多くの機関車がオーストラリアで保存されており、ビクトリア鉄道R形4-6-4やダブス製の何両かの機関車、西オーストラリアのPmr形4-6-2、南オーストラリアのRx形などがある。
2フィート6インチ（762ミリメートル）軌間のノース・ブリティッシュ製4-6-2蒸気機関車がイングランドのサリーにあるフィリス・ランプトン・トラストで保存されている。